# 穴太駅 (滋賀県)
穴太駅（あのおえき）は、滋賀県大津市穴太二丁目にある、京阪電気鉄道石山坂本線の停留場。駅番号はOT19。

## 歴史
- 1927年（昭和2年）5月15日：琵琶湖鉄道汽船山上（廃止） - 松ノ馬場間開通時に開業。
- 1929年（昭和4年）4月11日：合併により京阪電気鉄道石山坂本線の停留場となる。
- 1943年（昭和18年）10月1日：合併により京阪神急行電鉄（現・阪急電鉄）の停留場となる。
- 1945年（昭和20年）
  - 3月31日：滋賀里駅 - 当停留場 - 坂本（現・坂本比叡山口駅）間が金属供出のため単線化。
  - 5月15日：輸送混乱防止のため、営業休止。
- 1946年（昭和21年）9月10日：営業再開。
- 1947年（昭和22年）3月：滋賀里駅 - 当停留場が再び複線化される。
- 1949年（昭和24年）12月1日：京阪神急行電鉄から分離。再び京阪電気鉄道の停留場となる。
- 1967年（昭和42年）7月9日：構内安全側線竣工、使用開始。
- 1997年（平成9年）9月30日：当停留場 - 坂本間が再び複線化される[2][3]。

## 停留場構造
相対式ホーム2面2線を持つ地上駅で、終日無人駅。駅舎は設けられておらず、直接ホームに入る形となる。出入口は石山寺方面行ホームの中程と、坂本方面行ホームの坂本寄りにある。互いのホームは坂本寄りの構内踏切で連絡している。PiTaPa、ICOCA利用時にはカードリーダーにかざして出入りする。

### のりば
| ホーム | 路線        | 方向 | 行先                     |
| ------ | ----------- | ---- | ------------------------ |
| 西側   | ▼石山坂本線 | 下り | 坂本比叡山口方面         |
| 東側   | ▼石山坂本線 | 上り | びわ湖浜大津・石山寺方面 |

- ホーム有効長は2両。のりば番号は設定されていない。

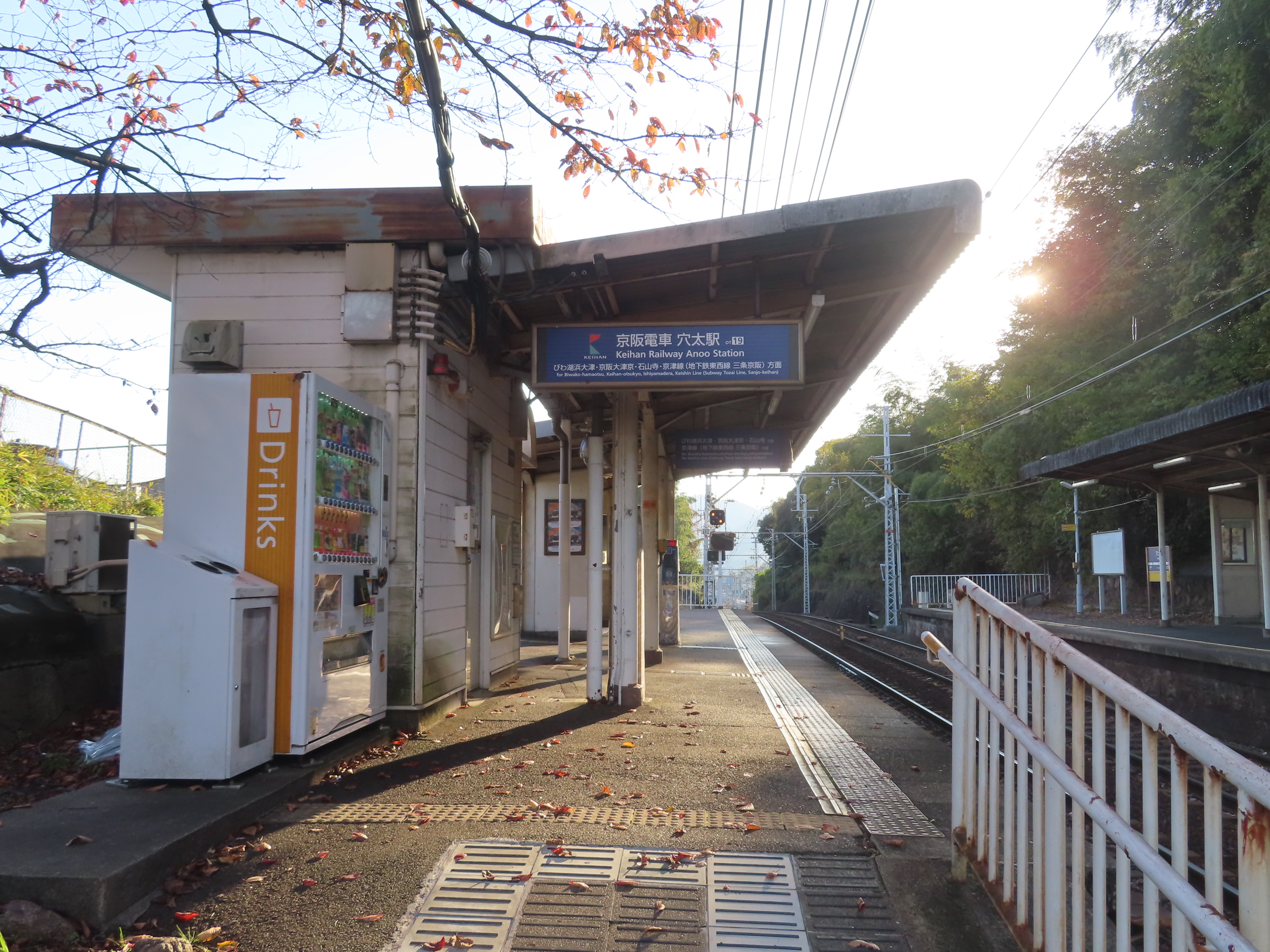
石山寺方面ホーム（2023年11月）
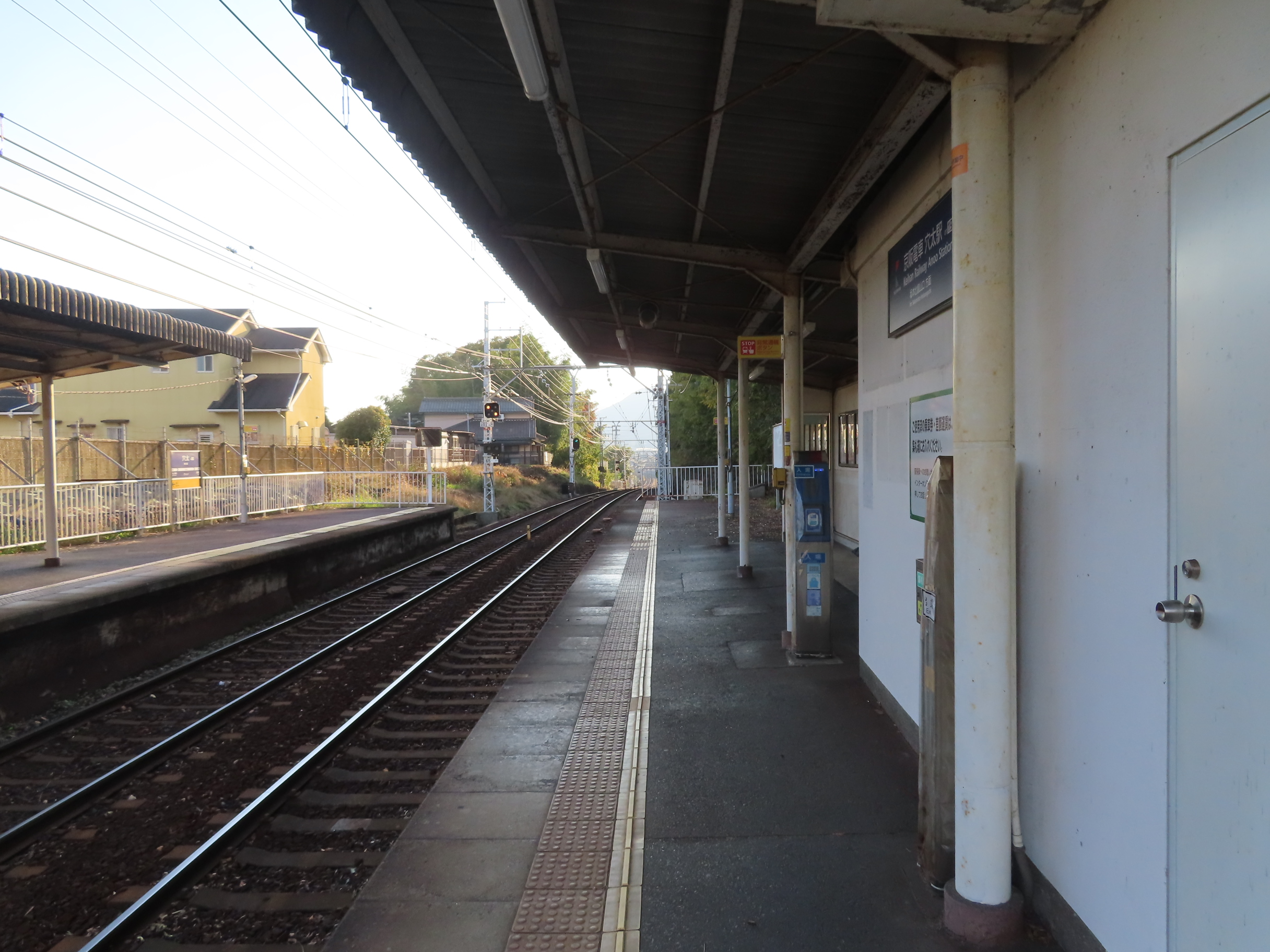
坂本比叡山口方面ホーム（2023年11月）
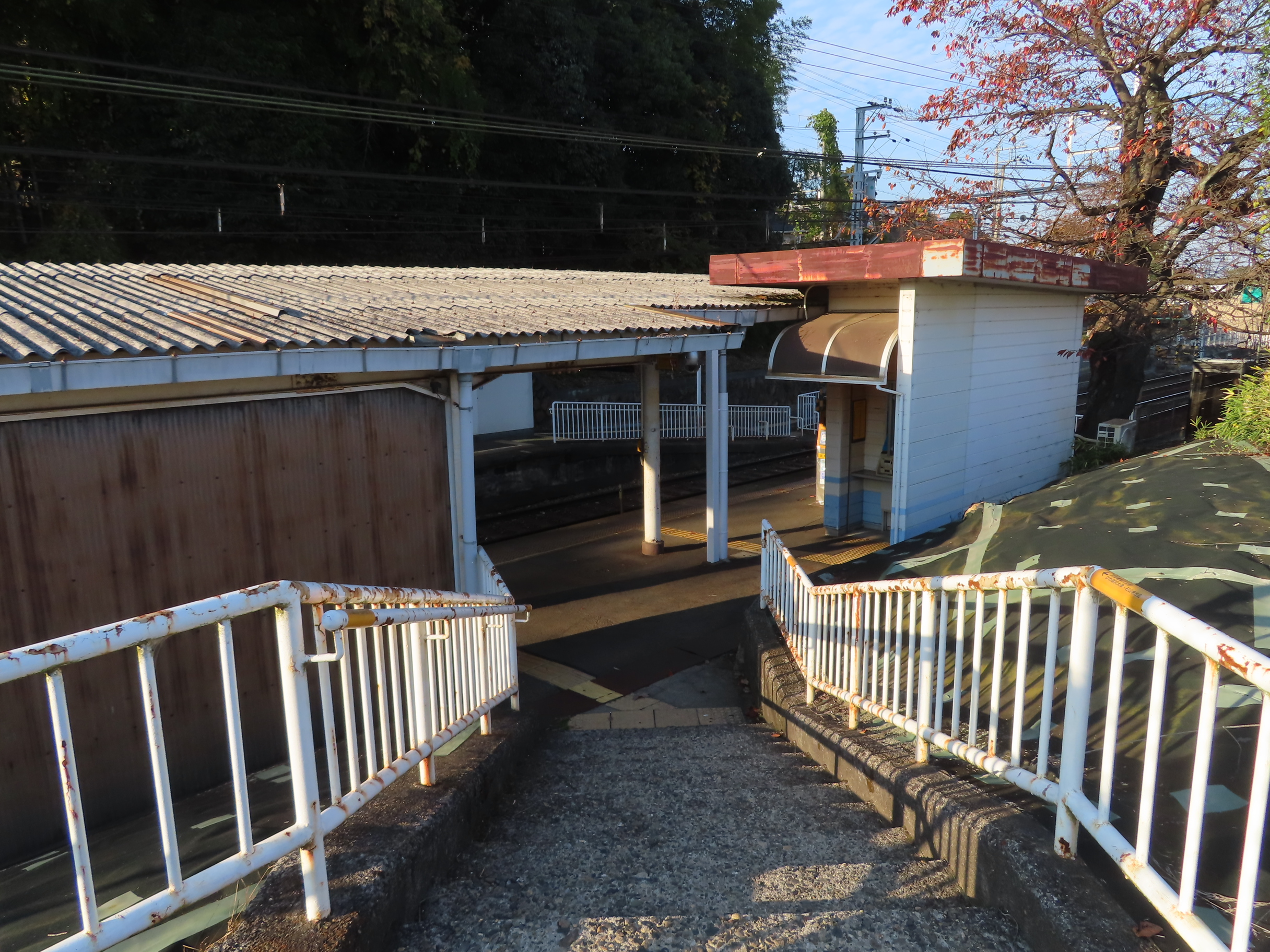
石山寺方面ホームの中ほどにある出入口（2023年11月）

## 停留場周辺
- 盛安寺
- 宝光寺
- 唐崎神社
- 高穴穂神社 - 景行天皇を祭る
- 穴太地蔵堂
- 穴太野添古墳群
- 野添墓地
- 西大津バイパス（国道161号）
- 滋賀県道47号伊香立浜大津線

## その他
- 当駅はアニメ『中二病でも恋がしたい!』（京都アニメーション）において、主人公が通う高等学校の最寄りの架空駅「六大駅」のモデルとなっている。

## 隣の停留場
京阪電気鉄道
▼石山坂本線
滋賀里駅 (OT18) - 穴太駅 (OT19) - 松ノ馬場駅 (OT20)
- 1974年まで、滋賀里駅と当停留場の間に水耕農場前駅が所在した。